# Georg Corvin
Georg Corvin(us) (* um 1608 in Herborn; † 7. August 1645 in Amsterdam) war Professor der Philosophie.
Sein Vater war der Buchdrucker und Verleger Christoph Corvin (1552–1620), seine Mutter war Ursula, Tochter des Amtmanns Hilgard in Grüningen/Wetterau (gest. um 1607) oder Anna Hermann aus Herborn, die seinen Vater 1608 heiratete.
Ab 1618 war Corvin auf dem Pädagogium in Herborn, ab 1624 studierte er an der Hohen Schule in Herborn. Er wurde schließlich Professor der Eloquenz und Geschichte an der Hohen Schule Herborn. Corvin führte zugleich die Druckerei des Vaters zusammen mit seinem Schwager Johann Georg Mudersbach weiter. Mudersbach war Nachlassverwalter des 1638 verstorbenen Johann Heinrich Alsted. Corvin starb in den Niederlanden auf einer Kollektenreise zum Besten der im Dreißigjährigen Krieg heruntergekommenen Hohen Schule Herborn.